# Коконце
Коконце — группа из двух островов на северо-востоке Охотского моря в южной части залива Шелихова в Магаданской области. Входит в состав Ямских островов.

## География
Два острова примерно равной величины расположены на расстоянии около 120 метров друг от друга. Находятся примерно в 15 километрах восточнее мыса Пьягина на полуострове Пьягина. В 1,5 километрах северо-восточнее через пролив расположен крупнейший из Ямских остров Матыкиль. Высадка на Коконце практически невозможна.
Наибольшая высота — 35 метров. Глубины прилегающей акватории — 14—61 метр.
На острове гнездится около 150 пар очкового чистика, общая численность морских колониальных птиц на острове — 15 000.